# Os de Balaguer
Os de Balaguer es un municipio y localidad española de la provincia de Lérida, en la comunidad autónoma de Cataluña. El término municipal, ubicado en la comarca de La Noguera, tiene una población de 1075 habitantes (INE 2024).

## Geografía
La superficie del municipio es de 122 km². Los núcleos de población habitados del término son Alberola, Monasterio de las Avellanas, Gerb y Os de Balaguer (capital).
El municipio limita al norte con los municipios Viacamp (Huesca), Ager, y Les Avellanes y Santa Liña (Lérida), al sur con los municipios Ivars de Noguera, Algerri, Castellón de Farfaña, y Balaguer; al este con los municipios de Les Avellanes y Santa Liña, y Camarasa; y al oeste con los municipios de Balldellou, Camporrells y Estopiñán (Huesca).

## Historia

### Prehistoria
Una muestra excepcional de la presencia de los grupos prehistóricos en este municipio viene constituida por las estaciones con arte prehistórico. La Cova dels Vilars o dels Vilasos, descubierta, en 1972, por el vecino de Os Josep M. Borràs Viu. En el año 2000 se descubre el Abrigo del Francés I y II, por los prospectores de arte rupestre Etienne Munster y Rose Marie Munster y el Abrigo del Barranc de Vilaseca, por el pintor e investigador de arte prehistórico Alexandre Grimal, quien también en la siguiente campaña de prospecciones, en el año 2002, descubriría un nuevo friso al que se puso el nombre del Abrigo de Borràs Viu, nombre del primer descubridor de arte prehistórico en este término. Formas figurativas de las últimas bandas de cazadores-recolectores: Arte levantino (10.000-6.500 años antes del presente) y formas abstractas de los grupos productores del neolíticos-bronce (6.500-3.500 años antes del presente), Arte esquemático, conforman un valioso patrimonio artístico-arqueológico declarado desde 1998 Patrimonio Mundial por la UNESCO, bajo el nombre administrativo convencional de Arte Rupestre del Arco Mediterráneo de la península ibérica. La Cova dels Vilars o dels Vilasos  es de los pocos yacimientos que presenta algún tipo de protección, ya que el 88,45% de los santuarios con arte prehistórico de las tierras de Lérida carece de ella lo que los expone a un permanente peligro. Fuentes: Associació Catalana d´Art Prehistòric.

### Edad Media y Moderna
El origen de Os de Balaguer se debe a la presencia de una fortificación musulmana del siglo IX, conquistada por Ponce Giraldo de Cabrera en 1116. El castillo de Os de Balaguer se destacó en las guerras entre los condes de Urgel y los Cabrera. En el año 1415, el rey Fernando I de Aragón dio el castillo y el emplazamiento de Os de Balaguer al caballero Joan Vivot. A mediados del siglo XVI eran señores de este pueblo la familia Siscar linaje que continuó hasta el siglo XIX.

### Edad Contemporánea
En 1964 se le anexionó la casi totalidad del desaparecido municipio de Tragó, cuyos núcleos quedaron anegados por la construcción de los embalses de Canelles y Santa Ana.

## Demografía
Cuenta con una población de 1075 habitantes (INE 2024).
| Gráfica de evolución demográfica de Os de Balaguer entre 1842 y 2021 |
| |
| Población de derecho según los censos de población del INE. Población de hecho según los censos de población del INE.En estos censos se denominaba Os: 1842 Entre el censo de 1857 y el anterior, crece el término del municipio porque incorpora a 255180 (Gerp) Entre el censo de 1970 y el anterior, crece el término del municipio porque incorpora parte de 25587 (Tragó) |

| 1497 | 1515 | 1553 | 1717 | 1787 | 1857  | 1877  | 1887  | 1900  |
| ---- | ---- | ---- | ---- | ---- | ----- | ----- | ----- | ----- |
| 64   | 73   | 94   | 360  | 676  | 3.073 | 2.715 | 2.731 | 2.392 |

| 1910  | 1920  | 1930  | 1940  | 1950  | 1960  | 1970  | 1981 | 1990 |
| ----- | ----- | ----- | ----- | ----- | ----- | ----- | ---- | ---- |
| 2.480 | 2.605 | 2.411 | 2.016 | 2.123 | 1.882 | 1.025 | 934  | 846  |

| 1992 | 1994 | 1996 | 1998 | 2000 | 2002 | 2004 | 2006 | — |
| ---- | ---- | ---- | ---- | ---- | ---- | ---- | ---- | - |
| 766  | 795  | 773  | 761  | 768  | 778  | 800  | 924  | — |

## Economía
Agricultura de regadío en la zona de Gerb, con frutales (manzana, melocotón, pera, etc) y hortalizas variadas y de secano en el resto del territorio (cereal, almendros, olivos). También es destacable la ganadería (porcino, ovino, bovino, etc.).
En la industria cabe destacar una pequeña industria de turrones, una de envasado de miel, dos molinos de aceite y la central hidroeléctrica de Canelles. Su territorio es ideal para la caza, tanto menor (perdiz, conejo, codorniz, tordo, ...) como mayor (jabalí, corzo), entre los cinco cotos existentes.

## Patrimonio
Destacan las pinturas rupestres de la "Balma dels Vilars" (declaradas Patrimonio de la Humanidad); el monasterio de Santa María de Bellpuig de las Avellanas (BCIN) reconvertido en hospedería; el castillo "Malignum Castrum" de Os, árabe en proceso de restauración; el monasterio del Císter femenino de Santa María de Vallvert; la necrópolis tumular de La Colomina de Gerb, y otros yacimientos y edificios de interés.

## Personas notables
- Gaspar de Portolá (Os de Balaguer, 1716 - Lérida, 1786), militar, explorador y gobernador español de California, fundador de San Diego y de Monterrey.
- Leandre Cristófol Peralba (Os de Balaguer, 1908 - Lérida, 1998), escultor autodidacto de obras no figurativas, retratos y obras de temática religiosa. En 1936 participó en la exposición "Logicofobista" organizada por la ADLAN en Barcelona. En 1952 una beca del Círculo Maillot le permitió trasladarse a París para estudiar. Profesor de dibujo en la Escuela del Círculo de Bellas Artes de Lérida. Premio José González de la Peña, concedido en 1991 por la Real Academia de Bellas Artes de San Fernando.